# Sabrina Santamaria
Sabrina Santamaria (ur. 24 lutego 1993 w Los Angeles) – amerykańska tenisistka.

## Kariera tenisowa
Zdobyła srebrny medal podczas Uniwersjady 2013 w singlu, a także brązowy medal na tej samej imprezie w rozgrywkach drużynowej, startując wraz z Kaitlyn Christian.
W grze podwójnej wygrała jeden turniej w ramach rozgrywek cyklu WTA Tour z sześciu osiągniętych finałów. Triumfowała też w jednym deblowym turnieju cyklu WTA 125.
W karierze wygrała dwa singlowe i czternaście deblowych turniejów rangi ITF. Najwyżej w rankingu WTA Tour była sklasyfikowana na 384. miejscu w singlu (20 czerwca 2016) oraz na 53. pozycji w deblu (12 sierpnia 2019).

## Finały turniejów WTA
| Legenda                     | Legenda |
| --------------------------- | ------- |
| Wielki Szlem                |         |
| Igrzyska olimpijskie        |         |
| WTA Tour Championships      |         |
| 2009 – 2020                 |         |
| WTA Premier Mandatory       |         |
| WTA Premier 5               |         |
| WTA Premier                 |         |
| WTA International Series    |         |
| WTA 125K series (2012–2020) |         |
| od 2021                     |         |
| WTA 1000 (obowiązkowe)      |         |
| WTA 1000 (nieobowiązkowe)   |         |
| WTA 500                     |         |
| WTA 250                     |         |
| WTA 125                     |         |

### Gra podwójna 9 (3–6)
| Końcowy wynik | Nr | Data             | Turniej    | Nawierzchnia   | Partnerka          | Przeciwniczki                           | Wynik finału   |
| ------------- | -- | ---------------- | ---------- | -------------- | ------------------ | --------------------------------------- | -------------- |
| Finalistka    | 1. | 3 marca 2018     | Acapulco   | Twarda         | Kaitlyn Christian  | Tatjana Maria Heather Watson            | 5:7, 6:2, 2–10 |
| Finalistka    | 2. | 28 kwietnia 2019 | Stambuł    | Ceglana        | Alexa Guarachi     | Tímea Babos Kristina Mladenovic         | 1:6, 0:6       |
| Finalistka    | 3. | 28 września 2019 | Taszkent   | Twarda         | Dalila Jakupović   | Hayley Carter Luisa Stefani             | 3:6, 6:7(4)    |
| Finalistka    | 4. | 21 marca 2021    | Petersburg | Twarda (hala)  | Kaitlyn Christian  | Nadija Kiczenok Raluca Olaru            | 6:2, 3:6, 8–10 |
| Zwyciężczyni  | 1. | 6 marca 2022     | Monterrey  | Twarda         | Catherine Harrison | Han Xinyun Jana Sizikowa                | 1:6, 7:5, 10–6 |
| Finalistka    | 5. | 25 września 2022 | Seul       | Twarda         | Asia Muhammad      | Kristina Mladenovic Yanina Wickmayer    | 3:6, 2:6       |
| Zwyciężczyni  | 2. | 27 maja 2023     | Rabat      | Ceglana        | Jana Sizikowa      | Lidzija Marozawa Ingrid Gamarra Martins | 3:6, 6:1, 10–8 |
| Finalistka    | 6. | 5 stycznia 2025  | Auckland   | Twarda         | Aleksandra Krunić  | Jiang Xinyu Wu Fang-hsien               | 3:6, 4:6       |
| Zwyciężczyni  | 3. | 20 kwietnia 2025 | Rouen      | Ceglana (hala) | Aleksandra Krunić  | Irina Chromaczowa Linda Nosková         | 6:0, 6:4       |

## Finały turniejów WTA 125

### Gra podwójna 6 (3–3)
| Końcowy wynik | Nr | Data                 | Turniej     | Nawierzchnia | Partnerka          | Przeciwniczki                          | Wynik finału      |
| ------------- | -- | -------------------- | ----------- | ------------ | ------------------ | -------------------------------------- | ----------------- |
| Zwyciężczyni  | 1. | 9 maja 2021          | Saint-Malo  | Ceglana      | Kaitlyn Christian  | Hayley Carter Luisa Stefani            | 7:6(4), 4:6, 10–5 |
| Finalistka    | 1. | 29 października 2023 | Tampico     | Twarda       | Heather Watson     | Kamilla Rachimowa Anastasija Tichonowa | 6:7(5), 2:6       |
| Zwyciężczyni  | 2. | 11 lutego 2024       | Mumbaj      | Twarda       | Dalila Jakupović   | Arianne Hartono Prarthana Thombare     | 6:4, 6:3          |
| Zwyciężczyni  | 3. | 8 czerwca 2024       | Makarska    | Ceglana      | Iryna Szymanowicz  | Nao Hibino Oksana Kalasznikowa         | 6:4, 3:6, 10–6    |
| Finalistka    | 2. | 7 września 2024      | Guadalajara | Twarda       | Angelica Moratelli | Katarzyna Piter Fanny Stollár          | 6:4, 7:5          |
| Finalistka    | 3. | 17 maja 2025         | Parma       | Ceglana      | Tang Qianhui       | Jesika Malečková Miriam Škoch          | 2:6, 0:6          |

## Finały turniejów ITF
| turnieje z pulą nagród 100 000 $ (W100) |
| turnieje z pulą nagród 80 000 $ (W80)   |
| turnieje z pulą nagród 60 000 $ (W75)   |
| turnieje z pulą nagród 40 000 $ (W50)   |
| turnieje z pulą nagród 25 000 $ (W35)   |
| turnieje z pulą nagród 15 000 $ (W15)   |
| turnieje z pulą nagród 10 000 $         |

### Gra pojedyncza 3 (2–1)
| Rezultat     |    | Data       | Turniej   | ($)    | Naw.    | Przeciwniczka   | Wynik    |
| Finalistka   | 1. | 28/07/2013 | Rimini    | 10 000 | Ceglana | Alice Balducci  | 2:6, 1:6 |
| Zwyciężczyni | 1. | 28/05/2016 | Warszawa  | 10 000 | Ceglana | Deborah Chiesa  | 6:1, 6:4 |
| Zwyciężczyni | 2. | 22/04/2017 | Heraklion | 15 000 | Ceglana | Mira Antonitsch | 6:2, 6:0 |

### Gra podwójna 22 (14–8)
| Rezultat     |     | Data       | Turniej         | ($)     | Naw.           | Partnerka           | Przeciwniczki                            | Wynik                  |
| Zwyciężczyni | 1.  | 25/07/2010 | Evansville      | 10 000  | Twarda         | Brynn Boren         | Anastasija Charczenko Gabriela Paz       | 6:3, 6:4               |
| Zwyciężczyni | 2.  | 24/07/2011 | Evansville      | 10 000  | Twarda         | Brynn Boren         | Nadia Echeverria Alam Elizabeth Ferris   | 6:4, 4:6, 11–9         |
| Zwyciężczyni | 3.  | 27/07/2013 | Rimini          | 10 000  | Ceglana        | Kaitlyn Christian   | Giulia Gasparri Lisa Sabino              | 6:2, 6:1               |
| Zwyciężczyni | 4.  | 27/03/2016 | Hawr            | 10 000  | Ceglana (hala) | Bernarda Pera       | Georgina Garcia Perez Diāna Marcinkēviča | 6:2, 6:2               |
| Zwyciężczyni | 5.  | 28/05/2016 | Warszawa        | 10 000  | Ceglana        | Emma Laine          | Jacqueline Cabaj Awad Deborah Chiesa     | 7:6(6), 6:0            |
| Zwyciężczyni | 6.  | 09/10/2016 | Redding         | 25 000  | Twarda         | Ema Burgić Bucko    | Julia Elbaba Bernarda Pera               | 6:3, 7:6(4)            |
| Finalistka   | 1.  | 30/10/2016 | Macon           | 50 000  | Twarda         | Keri Wong           | Michaëlla Krajicek Taylor Townsend       | 6:3, 2:6, 6–10         |
| Zwyciężczyni | 7.  | 09/04/2017 | Tučepi          | 15 000  | Ceglana        | Emma Laine          | Jana Jablonovská Sandra Jamrichová       | 6:3, 6:2               |
| Finalistka   | 2.  | 07/05/2017 | Charleston      | 60 000  | Ceglana        | Kaitlyn Christian   | Emina Bektas Alexa Guarachi              | 7:5, 3:6, 5–10         |
| Zwyciężczyni | 8.  | 10/06/2017 | Bethany Beach   | 25 000  | Ceglana        | Abigail Tere-Apisah | Sophie Chang Alexandra Mueller           | 6:4, 6:0               |
| Zwyciężczyni | 9.  | 29/10/2017 | Macon           | 80 000  | Twarda         | Kaitlyn Christian   | Paula Cristina Gonçalves Sanaz Marand    | 6:1, 6:0               |
| Zwyciężczyni | 10. | 04/02/2018 | Midland         | 100 000 | Twarda         | Kaitlyn Christian   | Jessica Pegula Maria Sanchez             | 7:5, 4:6, 10–8         |
| Zwyciężczyni | 11. | 24/02/2018 | Rancho Santa Fe | 25 000  | Twarda         | Kaitlyn Christian   | Eva Hrdinová Taylor Townsend             | 6:7(6), 6:1, 10–6      |
| Finalistka   | 3.  | 16/03/2018 | Heraklion       | 15 000  | Ceglana        | Emma Laine          | Anna Bondár Réka Luca Jani               | 5:7, 2:6               |
| Finalistka   | 4.  | 28/04/2018 | Wiesbaden       | 25 000  | Ceglana        | Cornelia Lister     | Hélène Scholsen Chanel Simmonds          | 3:6, 6:2, 8–10         |
| Zwyciężczyni | 12. | 13/05/2018 | Cagnes-sur-Mer  | 100 000 | Ceglana        | Kaitlyn Christian   | Wiera Łapko Galina Woskobojewa           | 2:6, 7:5, 10–7         |
| Finalistka   | 5.  | 21/07/2018 | Berkeley        | 60 000  | Twarda         | Ellen Perez         | Nicole Gibbs Asia Muhammad               | 4:6, 1:6               |
| Zwyciężczyni | 13. | 02/10/2022 | Templeton       | 60 000  | Twarda         | Nao Hibino          | Sophie Chang Katarzyna Kawa              | 6:4, 7:6(4)            |
| Zwyciężczyni | 14. | 12/11/2022 | Calgary         | 60 000  | Twarda (hala)  | Catherine Harrison  | Kayla Cross Marina Stakusic              | 7:6(2), 6:4            |
| Finalistka   | 6.  | 11/05/2024 | Trnawa          | 60 000  | Ceglana        | Dalila Jakupović    | Veronika Erjavec Tamara Zidanšek         | 4:6, 4:6               |
| Finalistka   | 7.  | 03/08/2024 | Maspalomas      | 100 000 | Ceglana        | Angelica Moratelli  | Katarzyna Piter Fanny Stollár            | 4:6, 2:6               |
| Finalistka   | 8.  | 26/04/2025 | Oeiras          | 100 000 | Ceglana        | Aleksandra Krunić   | Francisca Jorge Matilde Jorge            | 7:6(7), 1:6, 0–1 krecz |